# Барлетта
Барлетта (італ. Barletta) — місто та муніципалітет в Італії, у регіоні Апулія, один з трьох адміністративних центрів провінції Барлетта-Андрія-Трані.
Барлетта розташована на відстані близько 330 км на схід від Рима, 55 км на північний захід від Барі, 12 км на північ від Андрії, 13 км на північний захід від Трані.
Населення — 94 971 особа (2014).

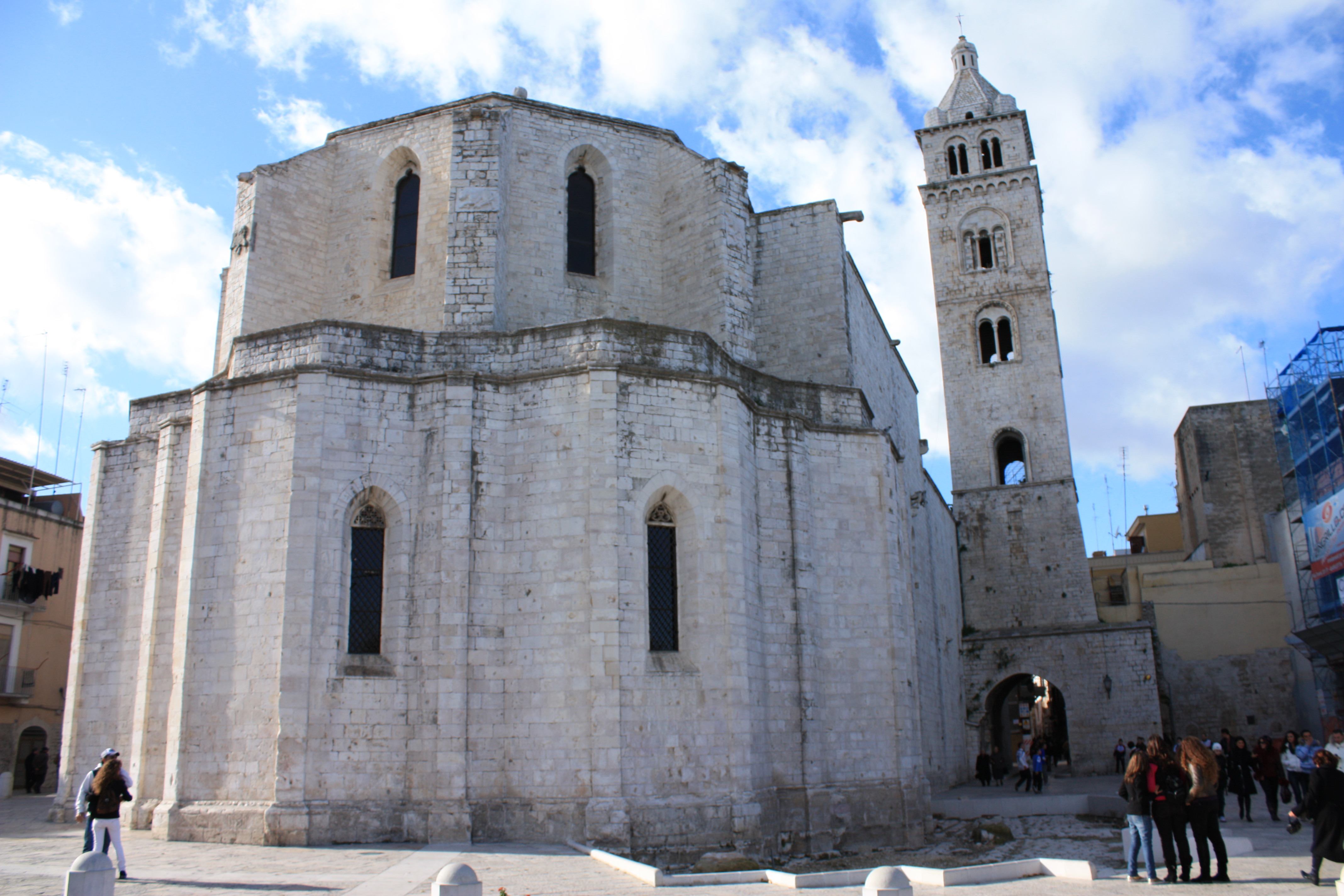

Щорічний фестиваль відбувається 30 грудня. Покровитель — San Ruggero.

## Демографія
Населення за роками:

Станом на 1 січня 2023 року в муніципалітеті офіційно проживало 2307 іноземців з 79 країн, серед них 873 громадяни країн Євросоюзу та 53 громадяни України.

## Клімат
| BARLETTA              | Місяці | Місяці | Місяці | Місяці | Місяці | Місяці | Місяці | Місяці | Місяці | Місяці | Місяці | Місяці | Пора | Пора | Пора | Пора | Рік  |
| BARLETTA              | Січ    | Лют    | Бер    | Кві    | Тра    | Чер    | Лип    | Сер    | Вер    | Жов    | Лис    | Гру    | Зим  | Вес  | Літ  | Осі  | Рік  |
| --------------------- | ------ | ------ | ------ | ------ | ------ | ------ | ------ | ------ | ------ | ------ | ------ | ------ | ---- | ---- | ---- | ---- | ---- |
| Темп. макс. (°C)      | 11.4   | 12.4   | 14.9   | 18.5   | 23.3   | 27.7   | 30.7   | 30.7   | 26.8   | 21.4   | 16.5   | 12.9   | 12.2 | 18.9 | 29.7 | 21.6 | 20.6 |
| Темп. мін. (°C)       | 4.1    | 4.3    | 6.0    | 8.4    | 12.3   | 16.2   | 18.8   | 19.0   | 16.2   | 12.3   | 8.5    | 5.6    | 4.7  | 8.9  | 18   | 12.3 | 11   |
| Опади (мм)            | 52     | 58     | 46     | 43     | 39     | 30     | 22     | 26     | 49     | 61     | 62     | 60     | 170  | 128  | 78   | 172  | 548  |
| Вологість повітря (%) | 76.6   | 75.1   | 73.5   | 71.1   | 68.7   | 64.2   | 60.2   | 61.3   | 68.3   | 74.4   | 76.5   | 77.0   | 76.2 | 71.1 | 61.9 | 73.1 | 70.6 |

## Уродженці
- Дженнаро Дельвеккіо (*1978) — італійський футболіст, півзахисник, згодом — футбольний тренер.

## Сусідні муніципалітети
- Андрія
- Каноза-ді-Пулья
- Маргерита-ді-Савоя
- Сан-Фердінандо-ді-Пулья
- Трані
- Тринітаполі

## Галерея зображень

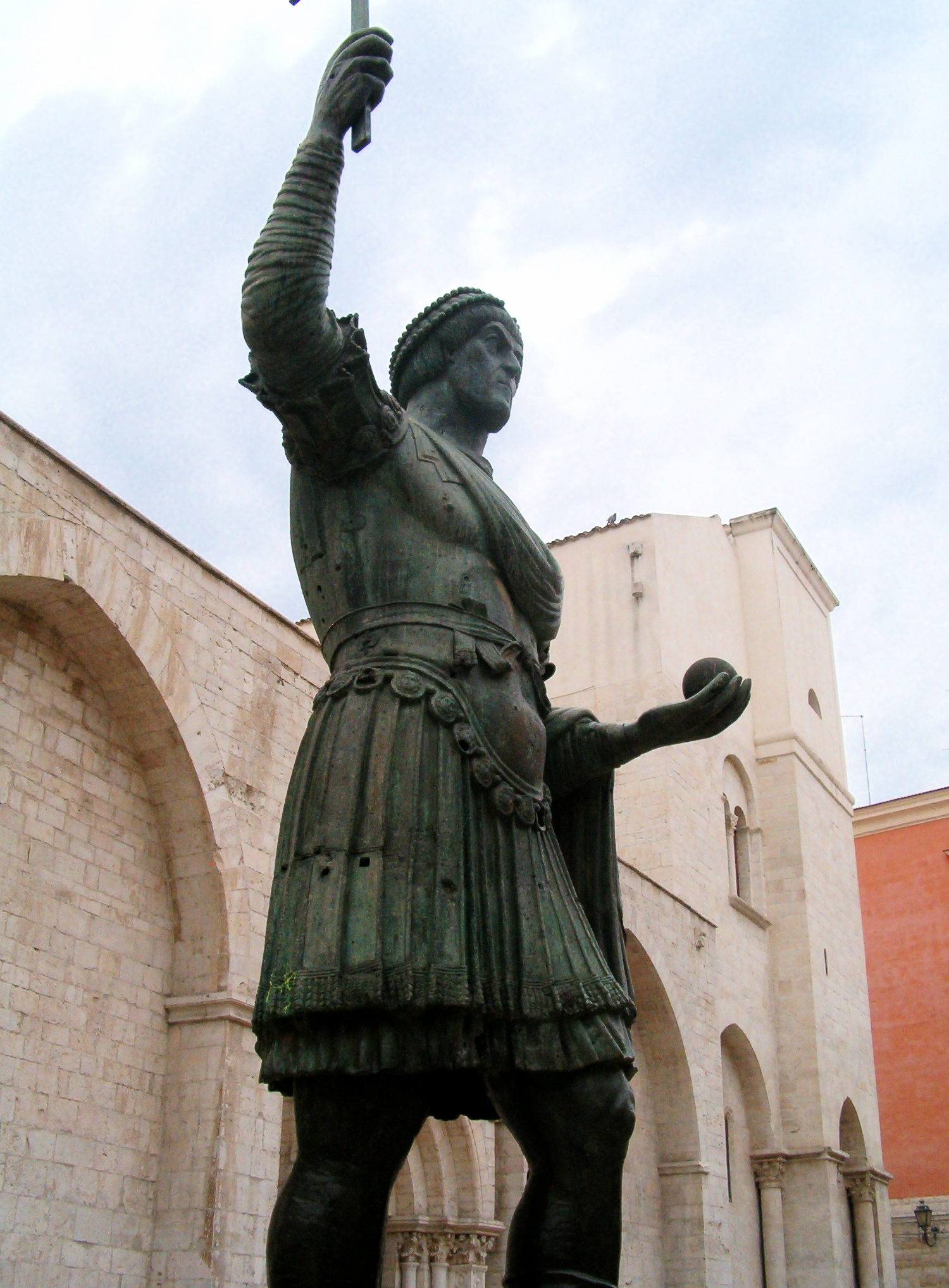
Il Colosso
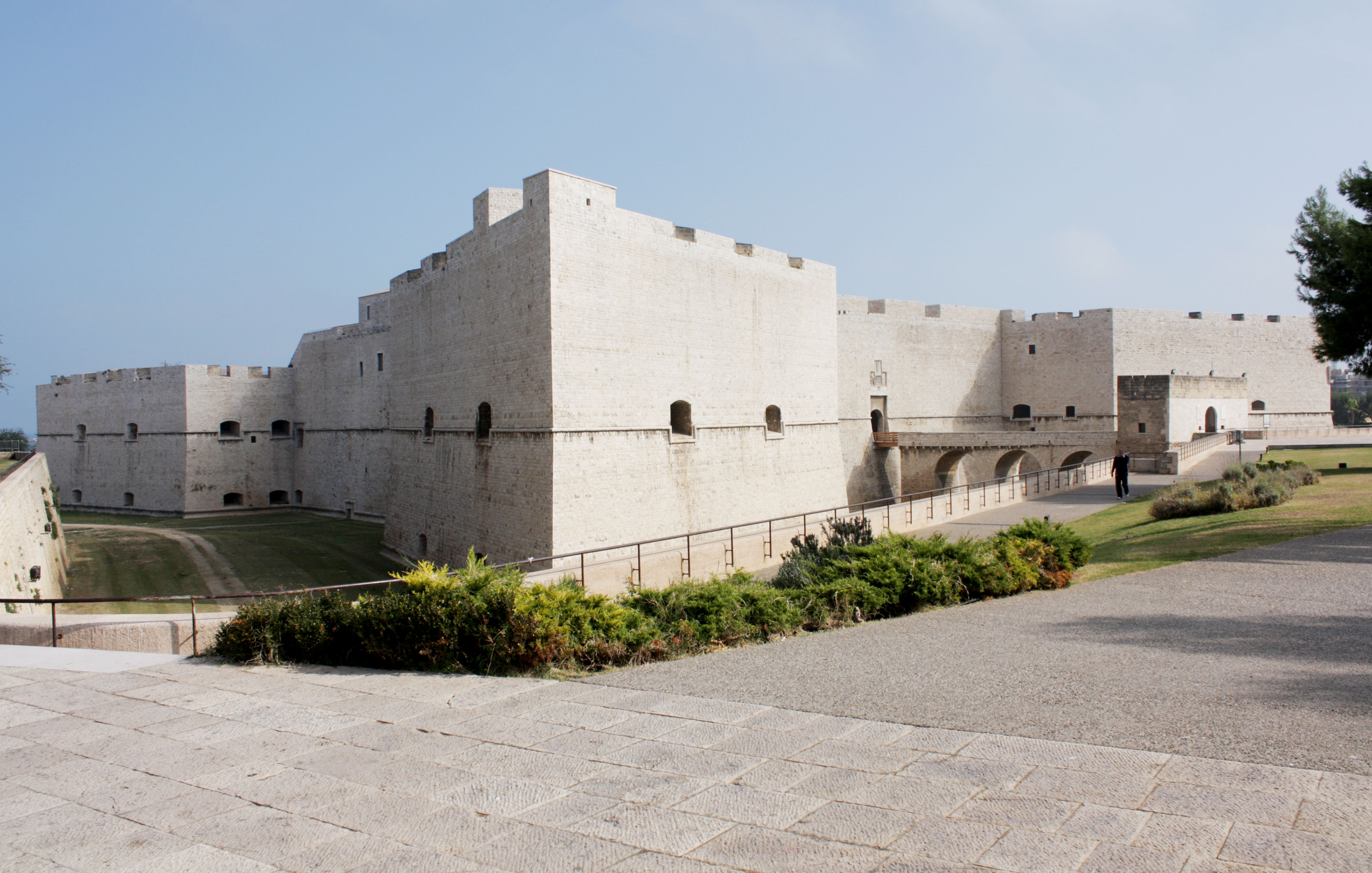
Il Castello
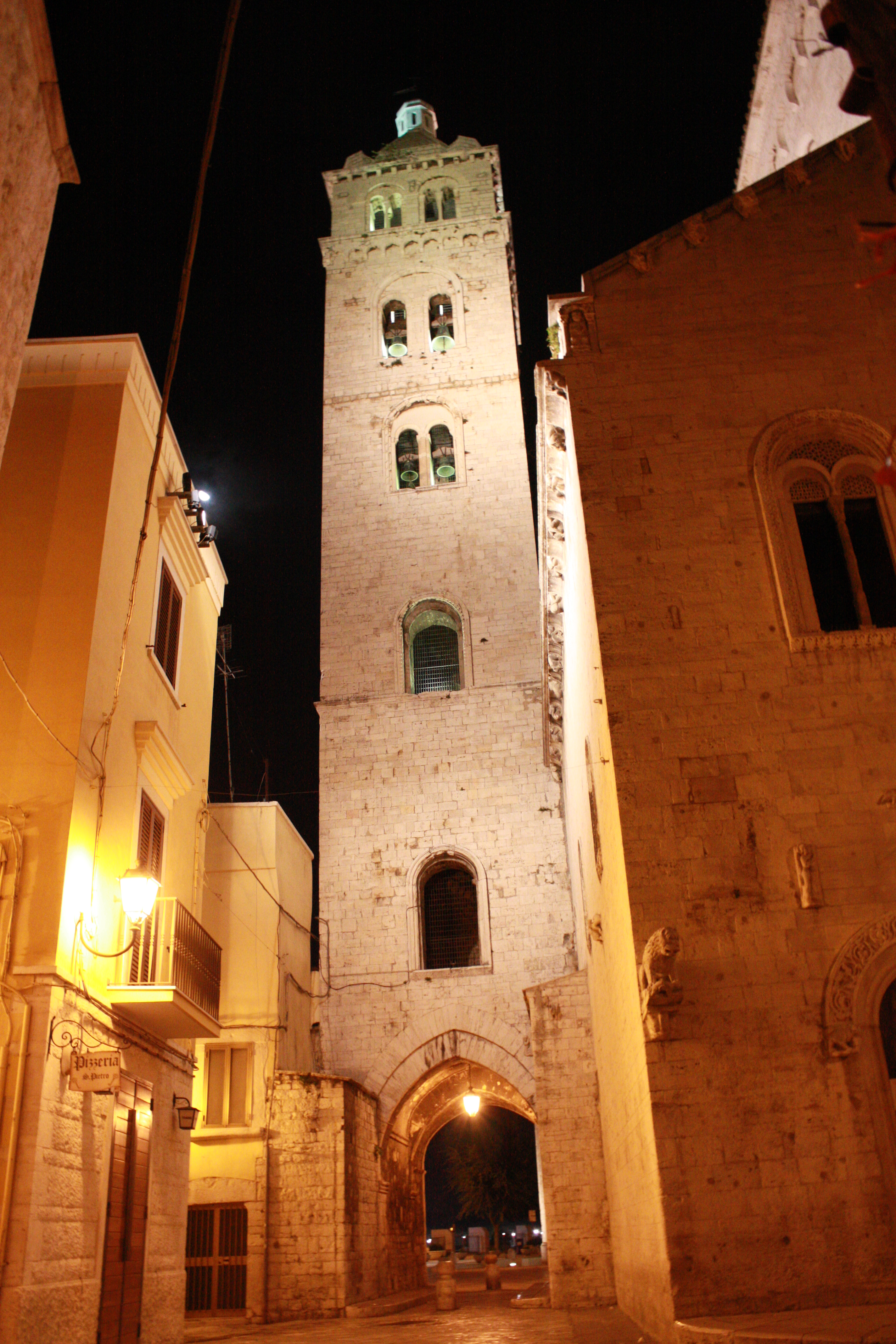
Campanile della Cattedrale
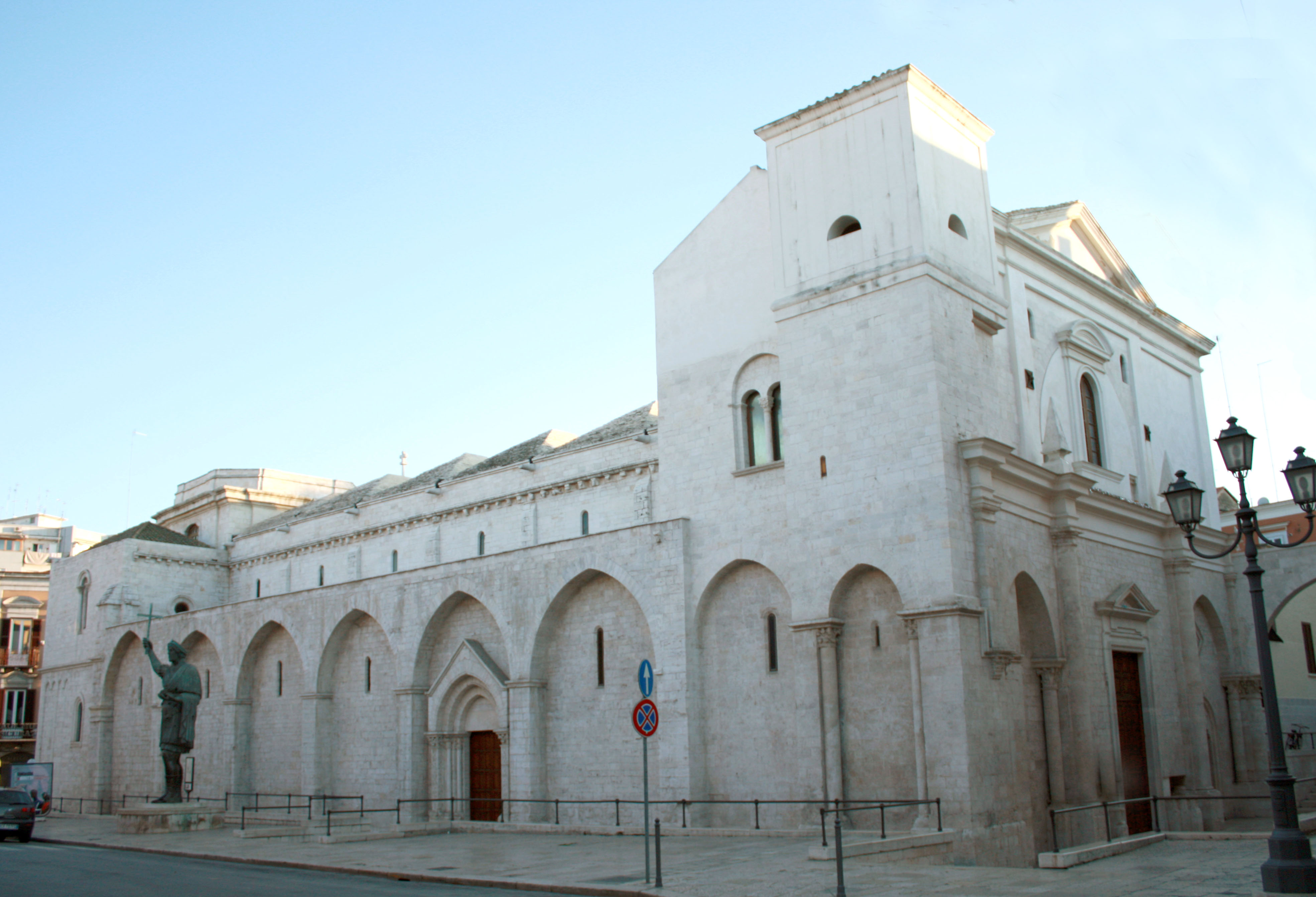
Basilica del Santo Sepolcro
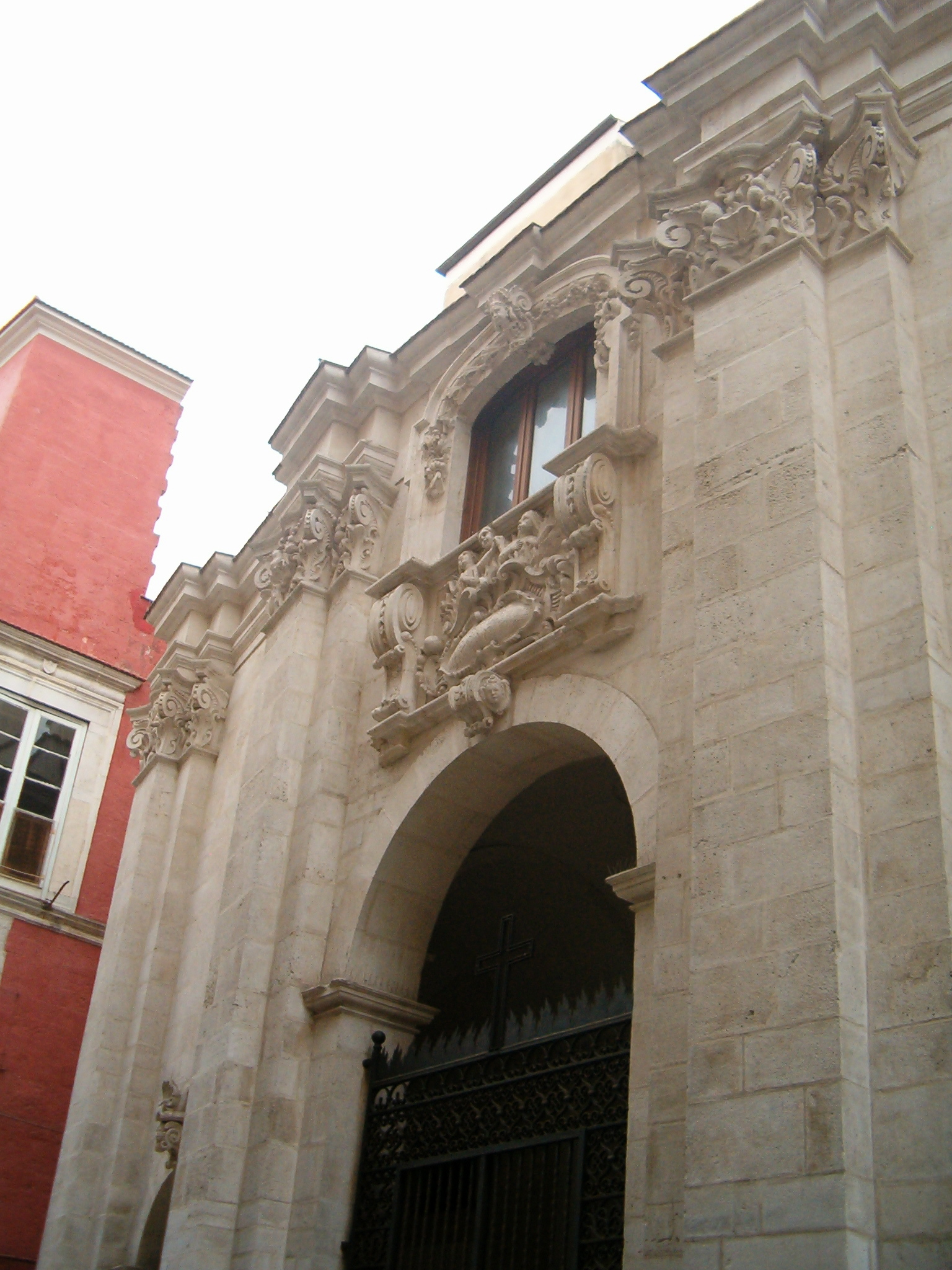
Chiesa del Purgatorio
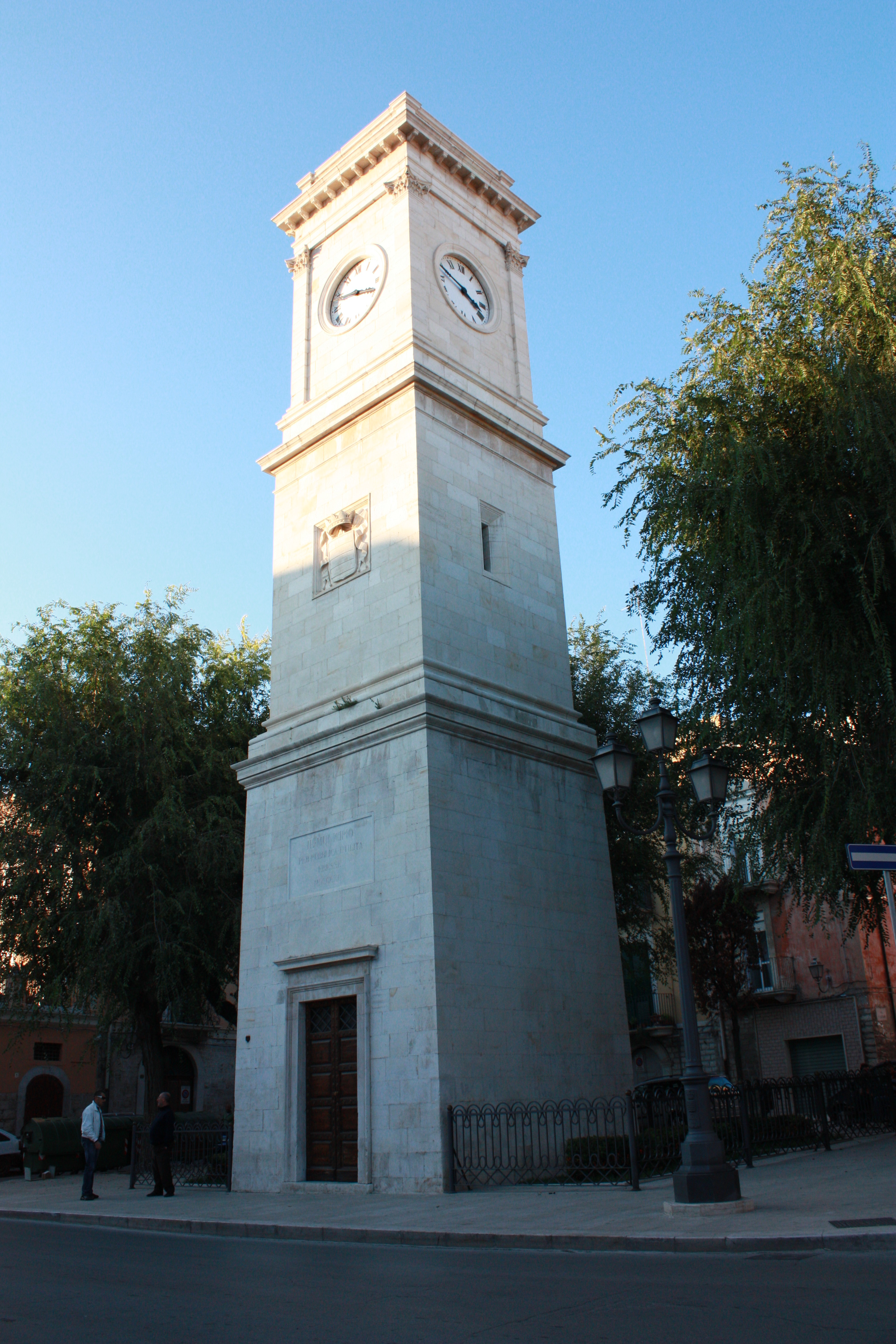
Torre dell'Orologio di San Giacomo
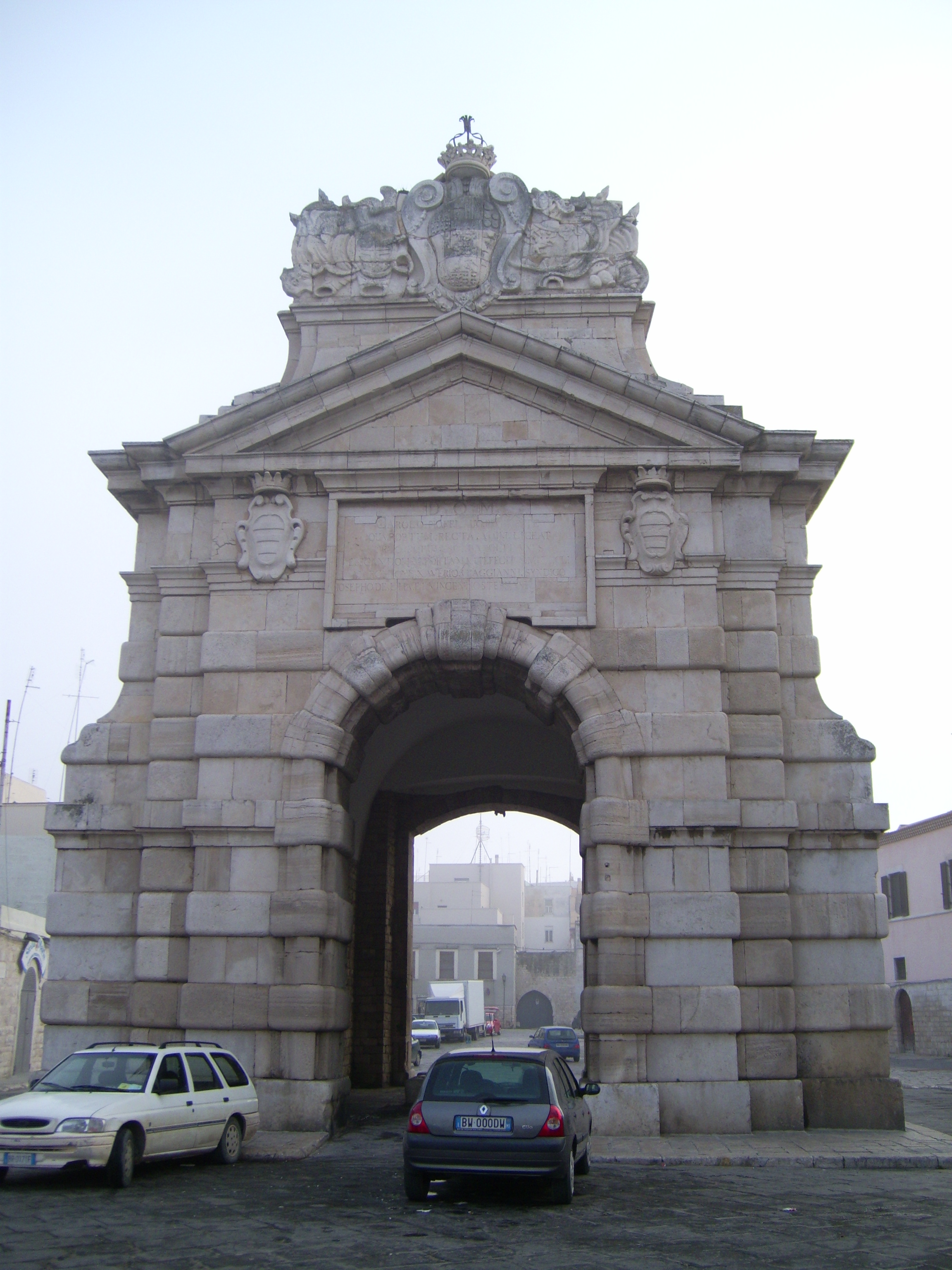
Porta Marina
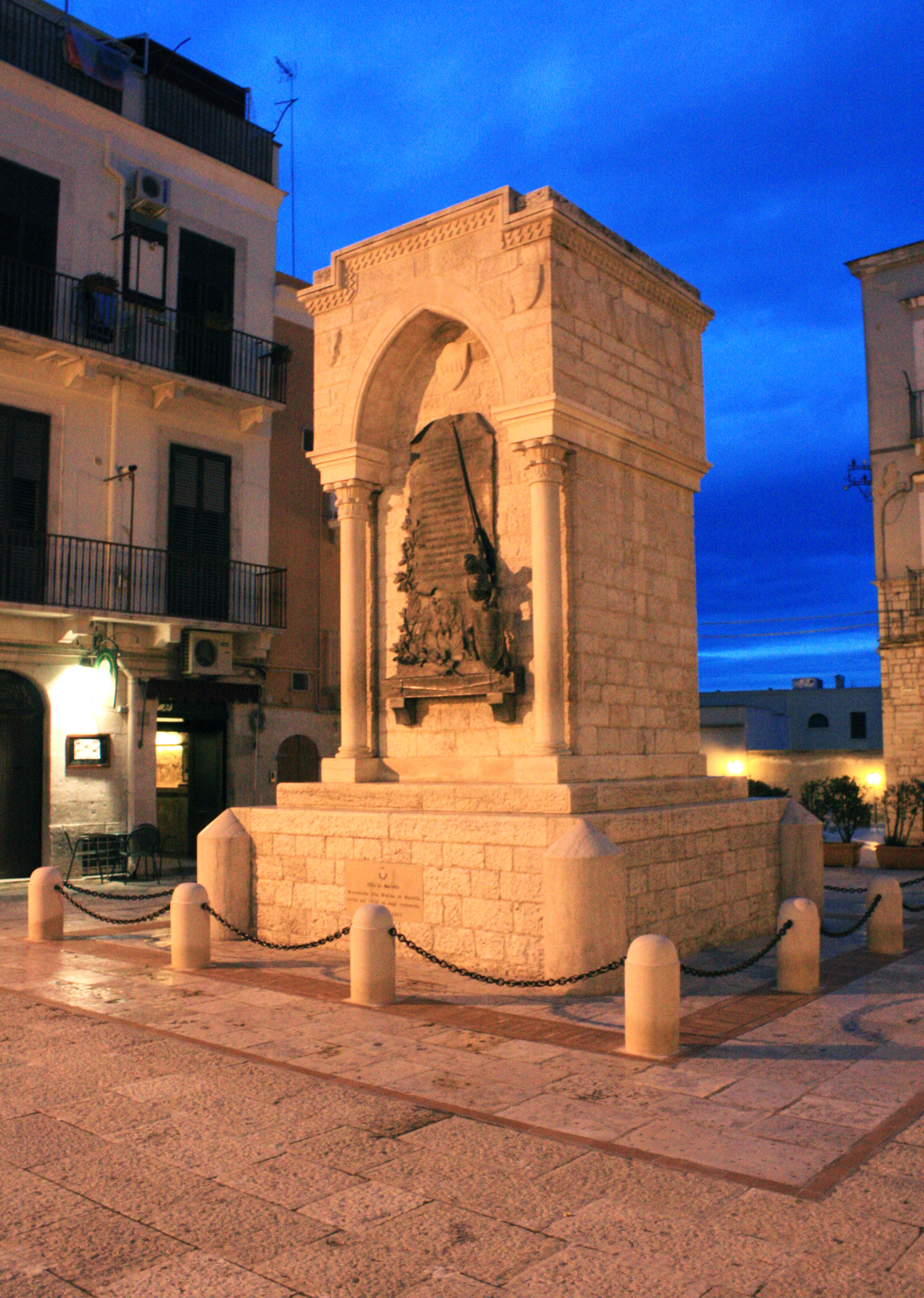
Monumento alla Disfida